# Coenonympha mediocellis
Coenonympha mediocellis är en fjärilsart som beskrevs av Le Cerf 1923. Coenonympha mediocellis ingår i släktet Coenonympha och familjen praktfjärilar. Inga underarter finns listade i Catalogue of Life.